# Woiwodschaft Wilna
Die Woiwodschaft Wilna (lat. Palatinatus Vilnensis, modern litauisch Vilniaus vaivadija, poln. województwo wileńskie) war ein Verwaltungsgebiet ab 1413 im Großfürstentum Litauen, rund um dessen Hauptstadt Wilna (litauisch Vilnius), und von 1569 bis 1795 in Polen-Litauen. Der erste Leiter (Woiwode) war Albertas Vaitiekus Manvydas. Die Woiwodschaft war in die Bezirke (Powiate) unterteilt und durch Abgesandte im Senat vertreten. Sie wurde 1795 aufgelöst.

## Bezirke
- Bezirk Wilna
- Bezirk Wilkmerg
- Bezirk Aschmjany
- Bezirk Lida
- Bezirk Braslau

## Woiwoden
- 1413–1424 Wojciech Moniwid
- 1425–1432 Jerzy Giedygołd
- 1432 Jaunius Valimantaitis
- 1433–1443 Jan Dowgird
- 1443–1458 Jan Gasztołd
- 1458 Jan Moniwidowicz
- 1458–1476 Mykolas Kęsgaila
- 1477–1491 Olechno Sudymuntowicz
- 1492–1509 Mikołaj Radziwiłłowicz
- 1510–1522 Mikołaj Radziwiłł Amor
- 1522–1539 Olbracht Gasztołd
- 1542–1549 Jan Hlebowicz
- 1551–1565 Mikołaj Radziwiłł Czarny
- 1565–1584 Mikołaj Radziwiłł Rudy
- 1584–1603 Krzysztof Mikołaj Radziwiłł
- 1604–1616 Mikołaj Krzysztof Radziwiłł
- 1616–1621 Jan Karol Chodkiewicz
- 1623–1633 Lew Sapieha
- 1633–1640 Krzysztof Radziwiłł
- 1640–1642 Jan Skumin Tyszkiewicz
- 1642–1652 Krzysztof Chodkiewicz
- 1653–1655 Janusz Radziwiłł
- 1656–1665 Paweł Jan Sapieha
- 1667–1668 Michał Kazimierz Radziwiłł
- 1668–1669 Jerzy Karol Hlebowicz
- 1669–1682 Michał Kazimierz Pac
- 1682–1703 Kazimierz Jan Sapieha
- 1706–1707 Michał Serwacy Wiśniowiecki
- 1722–1730 Ludwik Pociej
- 1730–1733 Kazimierz Dominik Ogiński
- 1735–1744 Michał Serwacy Wiśniowiecki
- 1744–1762 Michał Kazimierz Radziwiłł
- 1762–1764 Karol Stanisław Radziwiłł
- 1764–1768 Michał Kazimierz Ogiński
- 1768–1790 Karol Stanisław Radziwiłł
- 1790–1795 Michał Hieronim Radziwiłł